# Emil Ceide
Emil Konradsen Ceide (Finnsnes, 3 settembre 2001) è un calciatore norvegese, attaccante del Rosenborg.

## Biografia
Nato in Norvegia, suo padre è haitiano e sua madre norvegese. Suo fratello gemello Mikkel è anch'egli un calciatore.

## Caratteristiche tecniche
È un'ala sinistra che predilige fornire assist ai compagni anziché segnare.

## Carriera

### Club

#### Rosenborg
Cresciuto nel settore giovanile del Finnsnes, nel 2017 è stato acquistato dal Rosenborg. Ha esordito in prima squadra il 19 aprile 2018 in coppa nazionale contro il Trygg/Lade. Il debutto in prima campionato arriva il 7 luglio seguente disputando l'incontro di Eliteserien vinto 2-1 contro il Tromsø.
Il 5 dicembre 2019 rinnova il proprio contratto con il club.
Il 30 maggio 2021 sigla il suo primo gol con la maglia del Rosenborg in occasione del match poi vinto per 4-2 contro lo Stabæk.

#### Sassuolo
Il 21 gennaio 2022 viene ceduto al Sassuolo in prestito con obbligo di riscatto fissato a 3 milioni di euro. Esordisce il 6 febbraio seguente coi neroverdi in occasione della sconfitta per 4-0 contro la Sampdoria. Il 13 agosto 2023 segna il suo primo gol con i neroverdi nella sfida di Coppa Italia in casa del Cosenza, vinta per 5-2 dopo i tempi supplementari.

#### Ritorno al Rosenborg
Il 16 agosto 2024 fa ritorno al Rosenborg con la formula del prestito con diritto di riscatto. Il club norvegese ha deciso di esercitare l'opzione per il riscatto e il 20 giugno 2025 ha acquistato definitivamente il giocatore per 1,5 milioni di euro dal Sassuolo.

### Nazionale
Il 31 maggio 2023 è stato incluso tra i convocati del commissario tecnico Leif Gunnar Smerud in vista dell'imminente campionato europeo Under-21.

## Statistiche

### Presenze e reti nei club
Statistiche aggiornate al 16 agosto 2024.
| Stagione         | Squadra          | Campionato | Campionato | Campionato | Coppe nazionali | Coppe nazionali | Coppe nazionali | Coppe continentali | Coppe continentali | Coppe continentali | Altre coppe | Altre coppe | Altre coppe | Totale | Totale |
| Stagione         | Squadra          | Comp       | Pres       | Reti       | Comp            | Pres            | Reti            | Comp               | Pres               | Reti               | Comp        | Pres        | Reti        | Pres   | Reti   |
| ---------------- | ---------------- | ---------- | ---------- | ---------- | --------------- | --------------- | --------------- | ------------------ | ------------------ | ------------------ | ----------- | ----------- | ----------- | ------ | ------ |
| 2017             | Finnsnes         | 2D         | 1          | 0          | CN              | 0               | 0               | -                  | -                  | -                  | -           | -           | -           | 1      | 0      |
| 2018             | Rosenborg        | ES         | 2          | 0          | CN              | 1               | 0               | UCL+UEL            | 0                  | 0                  | SN          | 1           | 0           | 4      | 0      |
| 2019             | Rosenborg        | ES         | 9          | 0          | CN              | 0               | 0               | UCL+UEL            | 3+2                | 0                  | -           | -           | -           | 14     | 0      |
| 2020             | Rosenborg        | ES         | 28         | 0          | CN              | 0               | 0               | UEL                | 1                  | 0                  | -           | -           | -           | 28     | 0      |
| 2021             | Rosenborg        | ES         | 24         | 5          | CN              | 3               | 3               | UECL               | 6                  | 2                  | -           | -           | -           | 33     | 10     |
| Totale Rosenborg | Totale Rosenborg |            | 63         | 5          |                 | 4               | 3               |                    | 12                 | 2                  |             | 1           | 0           | 80     | 10     |
| gen.-giu. 2022   | Sassuolo         | A          | 6          | 0          | CI              | 1               | 0               | -                  | -                  | -                  | -           | -           | -           | 7      | 0      |
| 2022-2023        | Sassuolo         | A          | 19         | 0          | CI              | 1               | 0               | -                  | -                  | -                  | -           | -           | -           | 20     | 0      |
| 2023-2024        | Sassuolo         | A          | 11         | 0          | CI              | 3               | 1               | -                  | -                  | -                  | -           | -           | -           | 14     | 1      |
| Totale Sassuolo  | Totale Sassuolo  |            | 36         | 0          |                 | 5               | 1               |                    | -                  | -                  | -           | -           | -           | 41     | 1      |
| Totale carriera  | Totale carriera  |            | 100        | 5          |                 | 9               | 4               |                    | 12                 | 2                  |             | 1           | 0           | 122    | 11     |

## Palmarès

### Club

#### Competizioni giovanili
- Norgesmesterskapet G19: 1

Rosenborg: 2019